# Wyznania nałogowej karierowiczki
Wyznania nałogowej karierowiczki (tytuł oryg. Confessions of a Sociopathic Social Climber) – amerykańska komedia romantyczna z 2005 roku na podstawie powieści Adeli Lang.

## Główne role
- Jennifer Love Hewitt – Katya Livingston
- Colin Ferguson – Charles Fitz
- Natassia Malthe – Frangiapani
- Daniel Roebuck – Alex
- Joseph Lawrence – Ferguson
- Stefanie von Pfetten – Dove Greenstein

i inni